# Eliodoro Matte Ossa
Eliodoro Matte Ossa (Santiago, 11 de abril de 1905-ibídem, 22 de julio de 2000) fue un empresario chileno del sector financiero e industrial.
Con una fortuna que ascendía a unos US$ 1.300 millones al momento de su fallecimiento, forjó y lideró un grupo económico que en la actualidad se alza como uno de los principales del país andino por valor de activos controlados.
Según estimaciones hechas por la revista Forbes, a comienzos de 2015 el patrimonio de su familia alcanzaba los US$ 2800 millones.

## Familia
Nacido del matrimonio conformado por Eliodoro Matte Gormaz, de ancestros españoles, y Rosario Ossa Lynch, fue sobrino del político liberal Jorge Matte Gormaz (casado con Elena Pinto, hija del Presidente de la República Aníbal Pinto y Delfina de la Cruz Zañartu), y nieto del abogado y empresario Eduardo Matte Pérez, ambos miembros del Congreso Nacional y ministros de Estado.
Se formó en el Instituto Nacional General José Miguel Carrera y en la Escuela Militar del Libertador Bernardo O'Higgins, ambas entidades de la capital chilena.
En diciembre de 1942 se casó con María Larraín Vial, 15 años menor, hija del parlamentario conservador Bernardo Larraín Cotapos y Teresa Vial Sánchez. De dicha unión nacieron tres hijos, Patricia, Eliodoro y Bernardo.

## Actividad empresarial

### Primeros años
A los 17 años comenzó a trabajar con el fin de apoyar a su familia luego de la temprana muerte de su padre, a los 45 años. En ese contexto, fue capataz en la mina El Teniente y vendedor de Casa Gibbs. Del mismo modo, realizó labores en Carlos Orrego y Cía, Brusadelli, Manni y Cía y en la Compañía de Teléfonos de Chile, entre otras empresas.
De la mano de las ganancias obtenidas en diversos campeonatos de bridge, al cual era muy aficionado, adquirió en 1936 una acción de la Bolsa de Comercio de Santiago, entidad en la que dio sus primeros pasos empresariales como corredor de valores.
Esta actividad lo llevó a presidir la cementera Melón entre 1944 y 1971, pese a que nunca fue accionista controlador de la misma. Asimismo, participó en el Banco Sud Americano, por iniciativa de sus amigos Carlos Vial Espantoso, el presidente de Chile 1958-1964 Jorge Alessandri Rodríguez y Arturo Matte Larraín.

### Controlador de CMPC
En 1961, respaldado ya por una importante fortuna forjada a través de la compra de acciones de diversas sociedades, fue invitado por Matte Larraín a formar parte de la propiedad y el directorio (que dejó un año más tarde) de la Compañía Manufacturera de Papeles y Cartones, después conocida como Empresas CMPC.
A mediados de la década de los '60, desalentado por el impuesto aplicado por India y Pakistán al yute que importaba, optó por liquidar la Fábrica Nacional de Sacos, que controlaba, para crecer, por la vía de compras esporádicas, en La Papelera y otras sociedades como Renta Urbana y Pizarreño. Así, pasó de tener un 2%  de CMPC en 1965 a aproximadamente un 25% en 1970.
En 1972, en medio de las amenazas de expropiación por parte del Gobierno del presidente socialista Salvador Allende, pasó a un 26,3%. Entre 1974 y 1978, en tanto, aumentó su participación hasta llegar al 55%, vale decir, al control. En 1976 dejó el directorio de la compañía, tras diez años seguidos en él, siendo reemplazado por su hijo Eliodoro, a la sazón, de 30 años. Ese mismo año se retiró también de la sociedad de inversiones Minera Valparaíso, cuya presidencia dejó en manos de su único yerno, Jorge Gabriel Larraín.
Fue uno de los fundadores del Club de Bridge Santiago, en 1935.